# Regionalmuseum Celje

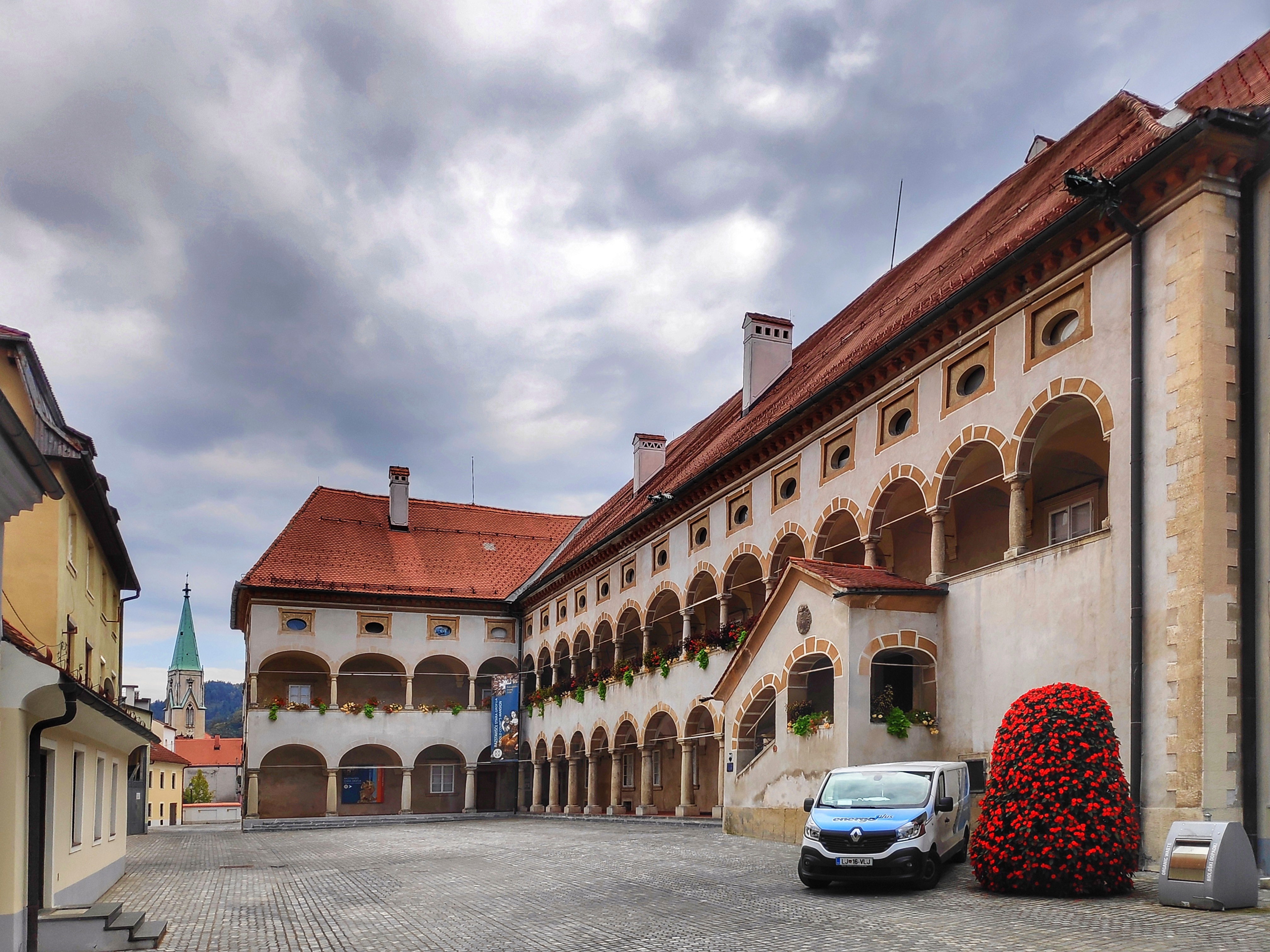
Altes Grafenschloss („Grafei“), eines der beiden Hauptgebäude des Museums

Das Regionalmuseum Celje (slowenisch Pokrajinski muzej Celje) ist ein Museum in der slowenischen Stadt Celje, das das kulturelle Erbe der Stadt und ihrer Umgebung verwahrt, erforscht und präsentiert.
Eröffnet am 1. Mai 1882 als „Munizipalmuseum Celje“, trägt die Einrichtung seit 1965 ihren heutigen Namen. Im August 1945 erhielt das Museum die damals durch Kriegseinwirkung zerstörte Grafei (auch „altes Grafenschloss“), ein Renaissanceschloss innerhalb der Stadt, in dem es sich bis heute befindet. Seit 1946 ist das Museum offiziell für das Natur- und Kulturerbe Celjes zuständig; mit der Umbenennung im Jahr 1965 wurde der Zuständigkeitsbereich auf sieben weitere Orte der Umgebung ausgedehnt.
In zwei historischen Gebäuden Celjes, dem Fürstenhof der Grafen von Cilli und der Grafei, befindet sich heute die Dauerausstellung, die Exponate zur Geschichte der Stadt von der Altsteinzeit bis ins 20. Jahrhundert beinhaltet. Der Fürstenhof präsentiert die archäologische Sammlung mit einem Schwerpunkt auf der Urgeschichte und der römischen Vorgängersiedlung Celeia, die historische Abteilung mit der Grafenfamilie von Cilli als Schwerpunktthema sowie eine Dauerausstellung zur Reiseschriftstellerin Alma Karlin. In der Grafei befindet sich die Abteilung Kulturgeschichte mit der sogenannten „Celje-Decke“ als Hauptexponat, einer herausragenden Deckenmalerei der Zeit um 1600. Im Keller der Grafei ist das größte Lapidarium Sloweniens untergebracht; das Obergeschoss beinhaltet die Ausstellung „Von der Gotik bis zum Historismus Schritt für Schritt“, die auf blinde und sehbehinderte Besucher zugeschnitten ist. Wechselnde Sonderausstellungen in den Räumlichkeiten des Museums stellen Einzelthemen der Geschichte und Kultur Celjes in den Mittelpunkt. Darüber hinaus betreut das Museum mehrere Tochtermuseen und archäologische Parks in der Umgebung der Stadt, darunter die römische Nekropole von Šempeter v Savinjski dolini und die spätantike Höhensiedlung von Rifnik.

Beispiele für herausragende Exponate des Museums
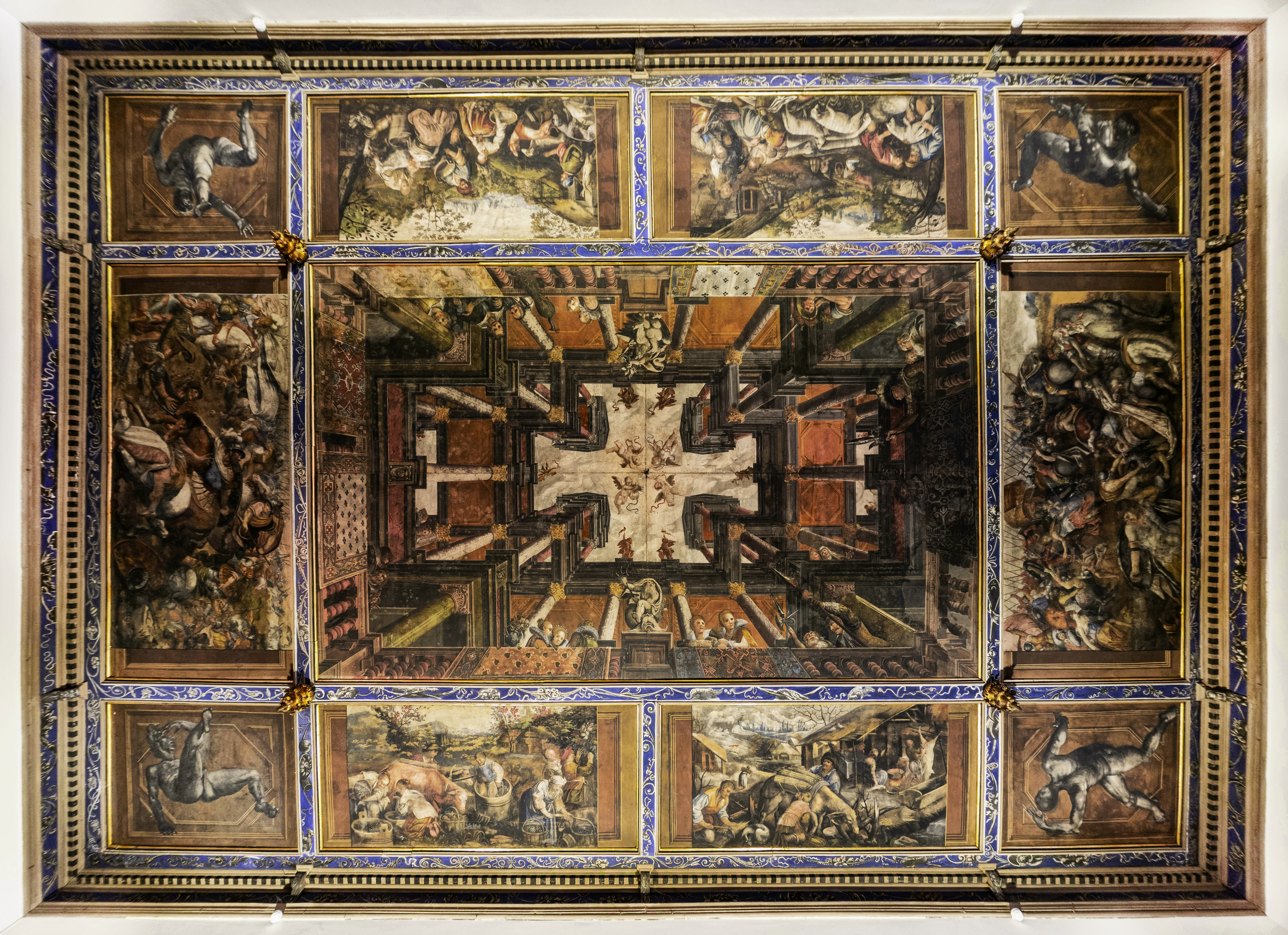
Die „Celje-Decke“ in der Grafei
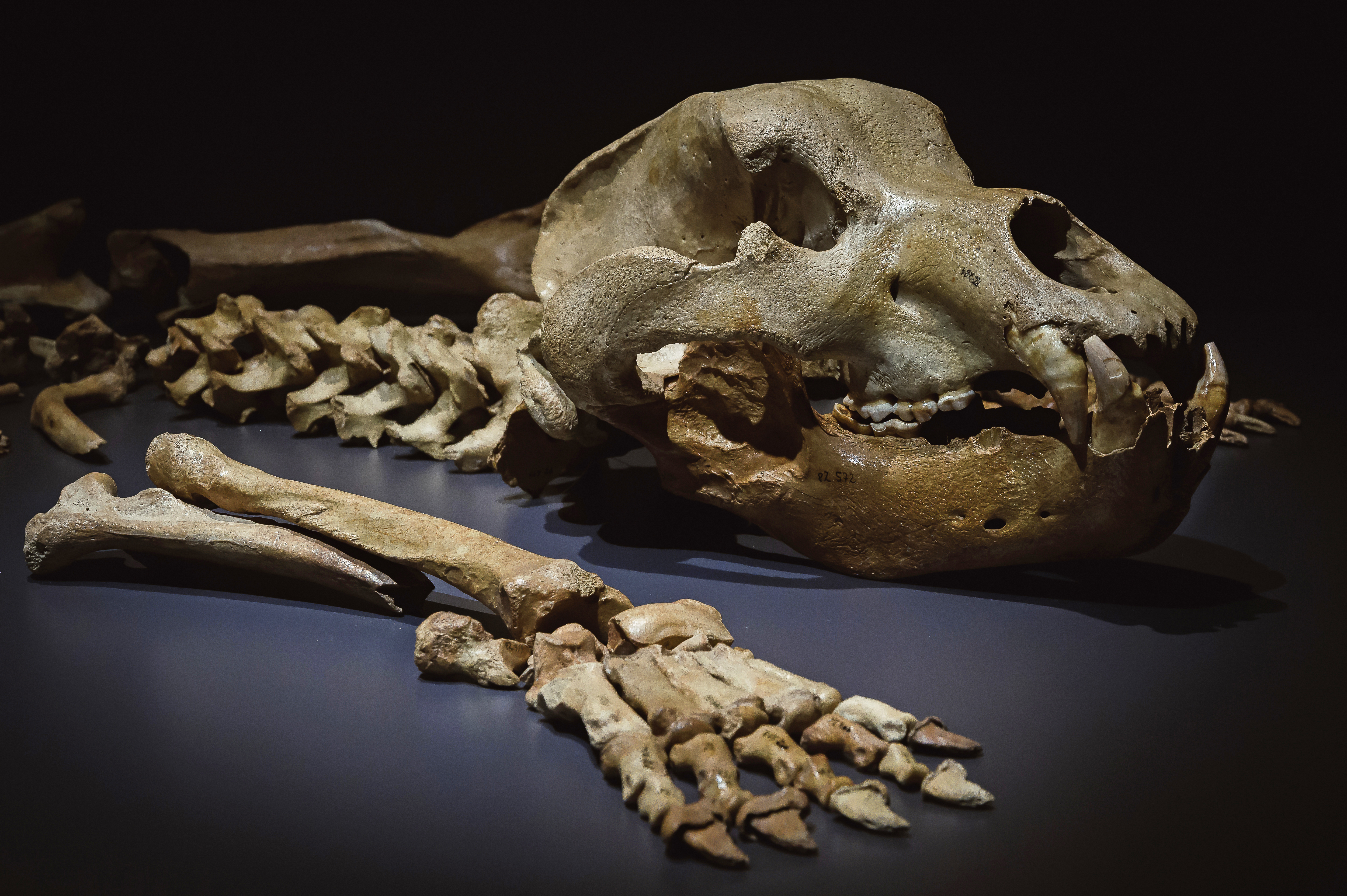
Prähistorische Höhlenbärenreste aus der Potočka zijavka
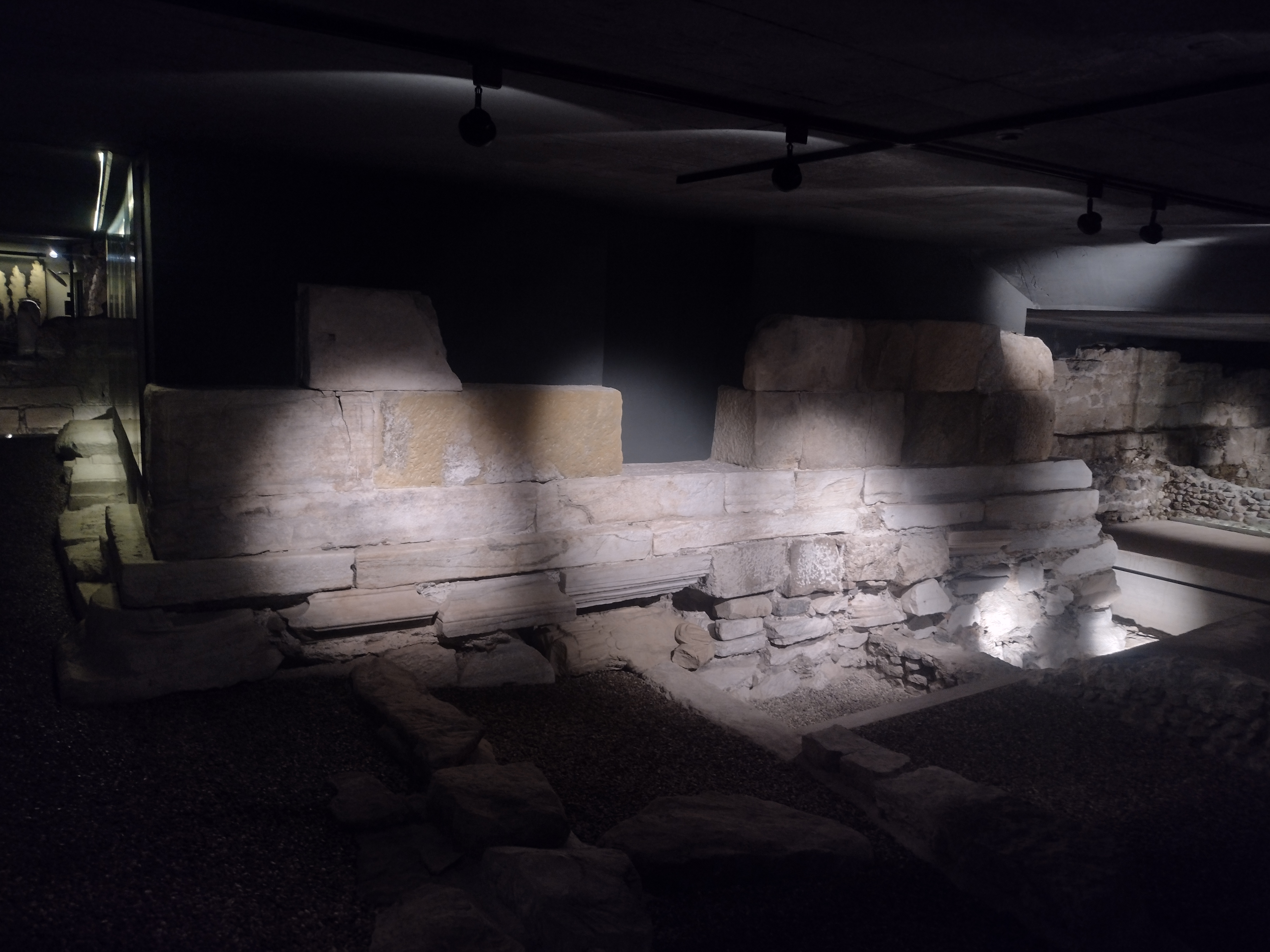
Spätantike Stadtmauer von Celeia mit Spolie von älteren Bauten der römischen Stadt
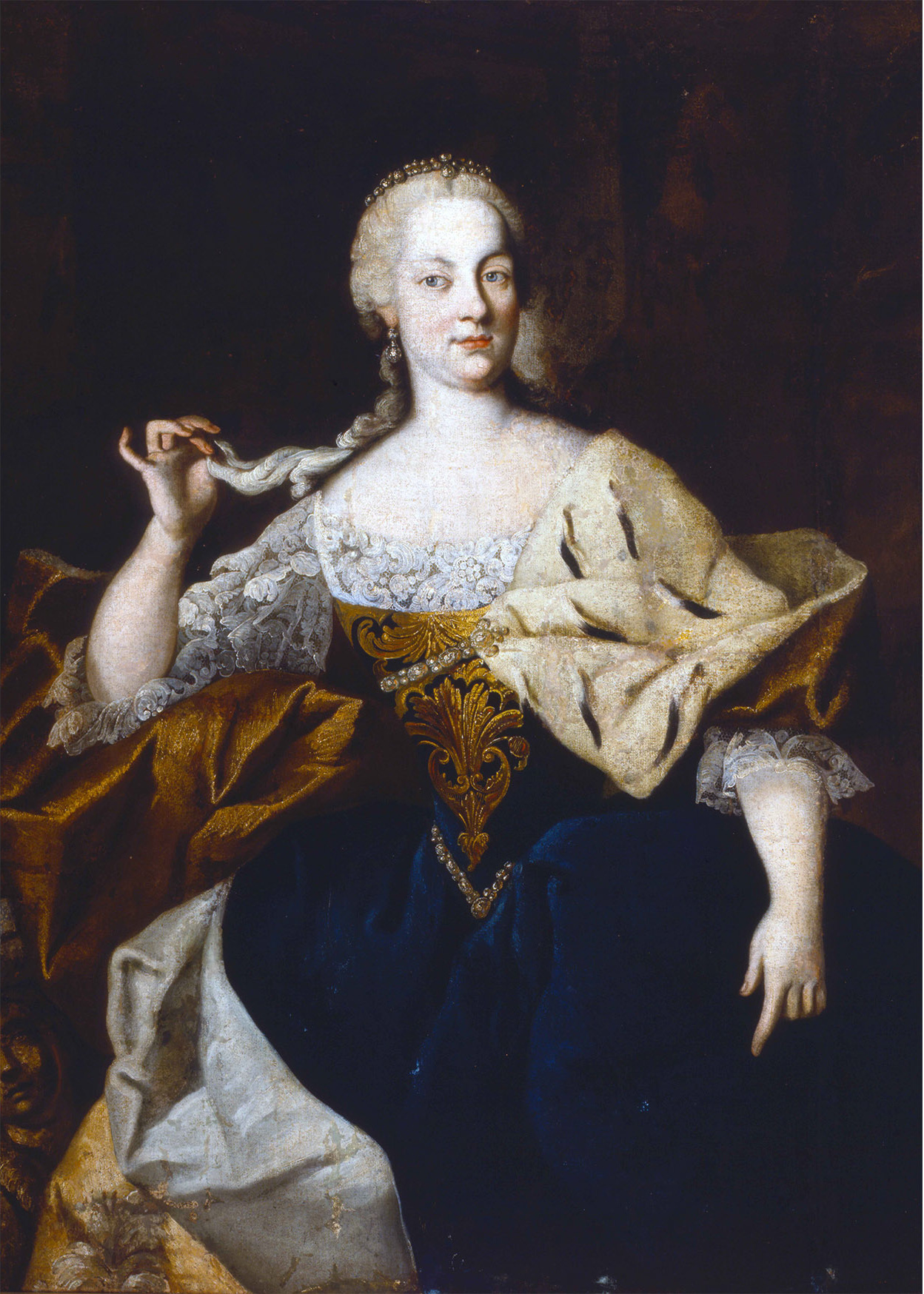
Porträt Maria Theresias aus dem Umkreis des Martin van Meytens